# Mionycha
Mionycha (лат.) — подрод жуков из семейства листоедов рода Cassida.

## Описание
Длита тела от 4 до 6 мм. Форма тела округлаяили яйцевидная. Коготки лапок короткие сближены друг с другом, скрыты волосками третьего членика. Надкрылья в регулярной пунктировке. Питаются растениями семейства Caryophyllaceae.

## Классификация
- Cassida azurea Fabricius, 1801
- Cassida concha Solsky, 1802
- Cassida margaritacea Schaller, 1783
- Cassida subreticulata Suffrian, 1844

## Распространение
Представители рода встречаются в Европе, на Кавказе, Средней Азии, Китае на Тайване и Японии.